# エドビナス・ゲルトモナス
エドビナス・ゲルトモナス（Edvinas Gertmonas、1996年6月1日 - ）はリトアニア出身のサッカー選手。ポジションはGK。FCウニヴェルシタテア・クルジュ所属。

## 経歴
2015年夏、スタッド・レンヌに移籍した。しかしトップチームではなく、リザーブチームでの出場、もしくは控えゴールキーパーとしての役割が主となる。